# تی‌ئی‌اس (بافر)
تی‌ئی‌اس (بافر) (به انگلیسی: TES (buffer)) با فرمول شیمیایی C۶H۱۵NO۶S یک ترکیب شیمیایی با شناسه پاب‌کم ۸۱۸۳۱ است. جرم مولی این ترکیب، ۲۲۹٫۲۵ g/mol است.